# Saint-Roman-de-Malegarde
Saint-Roman-de-Malegarde är en kommun i departementet Vaucluse i regionen Provence-Alpes-Côte d'Azur i sydöstra Frankrike. Kommunen ligger i kantonen Vaison-la-Romaine som tillhör arrondissementet Carpentras. År 2022 hade Saint-Roman-de-Malegarde 339 invånare.

## Befolkningsutveckling
Antalet invånare i kommunen Saint-Roman-de-Malegarde
| Referens: INSEE |